# Ibne Diama
Ibne Diama (Ibn Diʻāmah) foi um rebelde árabe do século X.

## Vida
Conspirou com ibne Mamude e ibne Manique contra o patriarca de Antioquia Cristóvão (r. 959/960–967). Fracassaram em expulsá-lo de sua sé após a morte do emir de Alepo Ceife Adaulá (r. 945–967) em 8 de fevereiro, e por isso mataram-o durante uma visita a casa de ibne Manique. Após a conquista bizantina de Antioquia em 28 de outubro de 969, os culpados foram punidos. Ibne Diama foi mandado à prisão de Tarso com ibne Mamude e lá permaneceu até a chegada de Miguel Burtzes em Antioquia no verão de 971, quando foi levado diante do oficial e afundado com uma pedra no rio Orontes.